# جولي بيرن
جولي بيرن (بالإنجليزية: Julie Byrne)‏ هي مغنية مؤلفة أمريكية، ولدت في 1990 في بوفالو في الولايات المتحدة.

## وصلات خارجية
- جولي بيرن على موقع ميوزك برينز (الإنجليزية)
- جولي بيرن على موقع أول ميوزيك (الإنجليزية)
- جولي بيرن على موقع ديسكوغز (الإنجليزية)